# Hoàng gia huy Nhật Bản

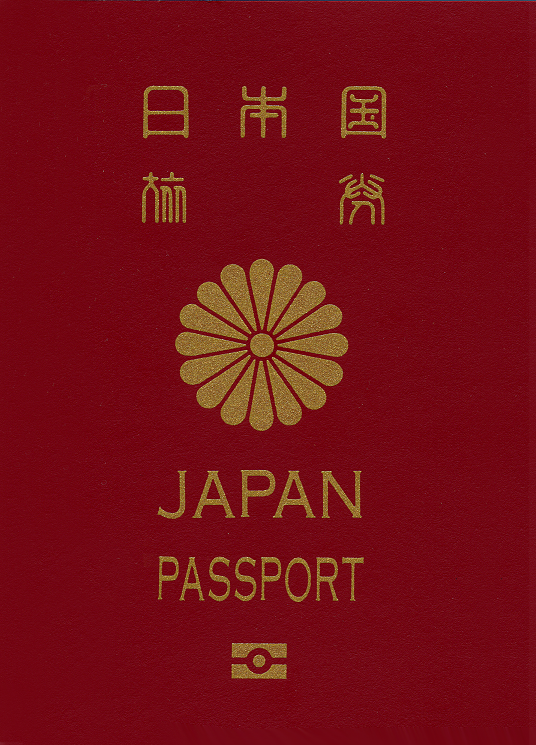
Hoàng gia huy ghi trên trang bìa của một quyển hộ chiếu Nhật Bản.

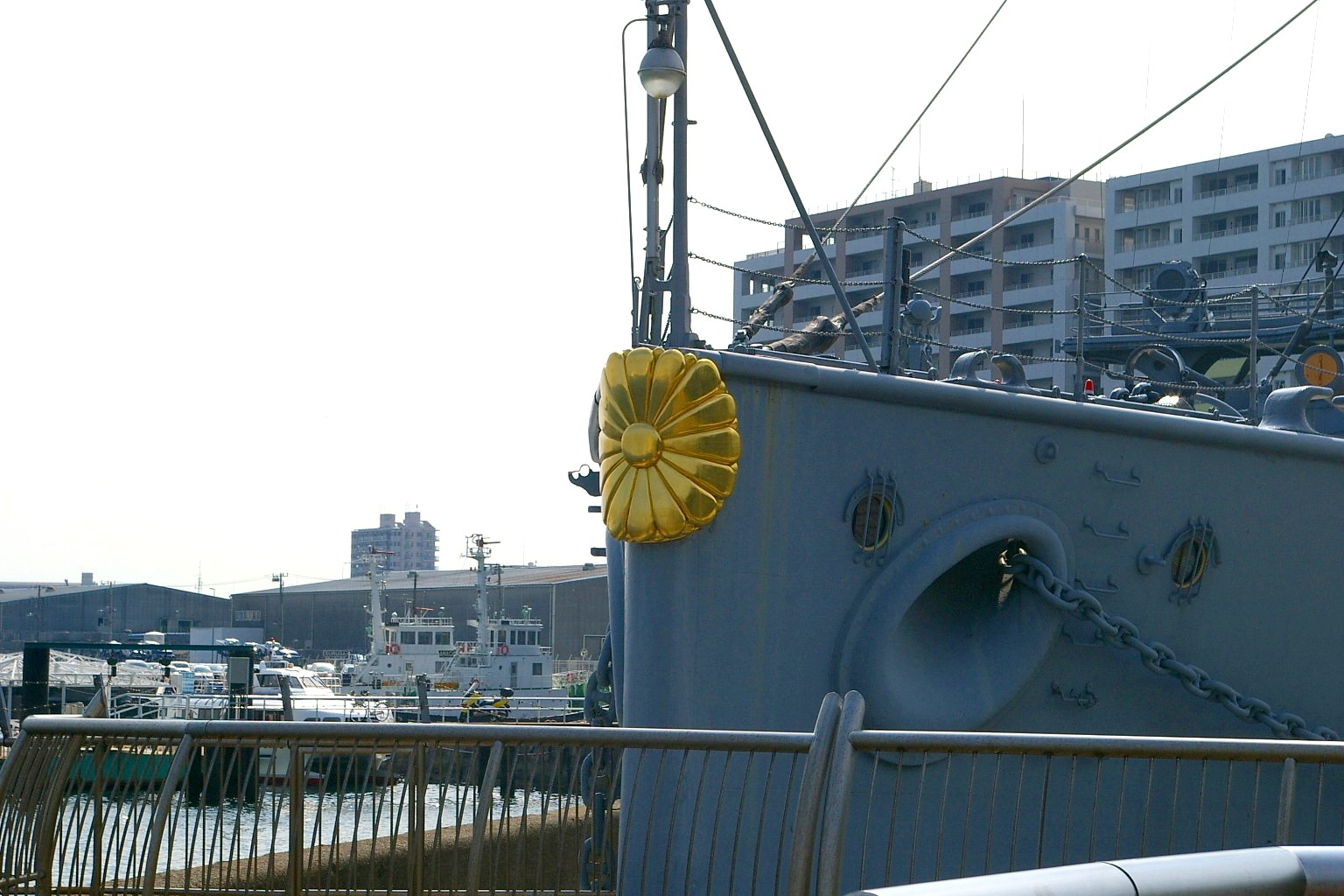
Mũi tàu của chiến hạm Mikasa

Hoàng gia huy Nhật Bản hay Quốc huy của Nhật Bản (日本の国章 (Nhật Bản Quốc Chương) Nippon no kokushō), còn được gọi là Cúc Văn (菊紋 kikumon) hay Cúc Hoa Văn / Cúc Hoa Văn Chương (菊花紋, 菊花紋章 kikukamon, kikukamonshō) hay Cúc Ngự Văn (菊の御紋 kikunogomon), là một mon, huy hiệu hay phù hiệu được Thiên hoàng và những thành viên trong hoàng thất Nhật Bản sử dụng.

## Lịch sử
Cúc Văn hiện diện như một quốc huy của Nhật Bản hiện đại, và đôi khi được xem là một biểu tượng ngoại giao của quốc gia này. Trong quá khứ, vào thời kỳ Minh Trị, huy hiệu này chỉ Thiên hoàng mới có quyền sử dụng, vì vậy, mỗi thành viên trong hoàng thất dùng các phiên bản hoàng gia huy đã qua sửa đổi khác để thay thế. Những ngôi đền Thần đạo thường dùng Hoàng gia huy hoặc bổ sung những yếu tố hay họa tiết khác để tạo thành biểu tượng riêng của mình.
Trước đó, trong lịch sử Nhật Bản, khi Thiên hoàng Go-Daigo, người đã cố gắng để phá vỡ quyền lực của Mạc phủ vào năm 1333, bị lưu đày, ông đã sử dụng một huy hiệu hoa cúc gồm 17 cánh để phân biệt mình khỏi Thiên hoàng Kōgon của Bắc triều, người vẫn sử dụng một mon hoàng gia 16 cánh.

## Mô tả
Huy hiệu là hình ảnh đóa hoa cúc màu vàng hoặc cam có viền và nền màu đen hoặc đỏ. Một hình tròn nhỏ làm tâm được bao bọc bởi 200 cánh hoa thuộc lớp trước (nhìn trực diện), và ẩn bên dưới là 16 cánh hoa khác được xếp so le xen kẽ với lớp trước và được nhìn thấy dưới dạng những đường vân tròn.
Ngày nay, các thành viên hoàng thất dùng phiên bản có 14 cánh hoa, trong khi phiên bản 16 cánh hoa được cài trên áo của những thành viên trong nội các. Cúc Văn cũng xuất hiện trong sổ hộ chiếu quốc gia và những vật phẩm khác thừa hành hoặc đại diện cho quyền lực của Thiên hoàng, sử dụng như cờ hiệu của Thiên hoàng hoặc dùng trong những sự kiện lễ hội trang nghiêm nhất. Với tính chất như một biểu tượng quốc gia, không một tổ chức hay cá nhân nào được phép đăng ký thương hiệu có những hình ảnh giống với Cúc Văn, theo quy định tại Luật Nhãn hiệu hàng hóa của Nhật Bản. Những quốc gia đã ký Công ước Paris về Bảo hộ Sở hữu công nghiệp cũng được chính phủ Nhật Bản (là nước thành viên) quy ước rõ về vấn đề này.